# Àcid cloroacètic
L'àcid cloroacètic és el compost químic amb la fórmula ClCH₂CO₂H. Aquest àcid carboxílic és un útil "bloc de construcció" en síntesi orgànica. Com d'altres àcids cloroacètics i haloalcans relacionats, és un potencialment perillós agent d'alquilació.

## Producció
L'àcid cloroacètic és sintetitzat per cloració d'àcid acètic en la presència de fòsfor vermell, sofre o iode com a catalitzador:
CH₃CO₂H + Cl₂ → ClCH₂CO₂H + HCl
També es forma per la hidròlisi de tricloroetilè fent servir àcid sulfúric com a catalitzador. També s'obté per la cloració de l'àcid acètic a 85 °C sota pressió de 6 bar amb addició de quantitats catalítiques d'anhídrid acètic o clorur d'acil.

## Aplicacions
L'àcid cloroacètic és la matèria primera per a la carboximetil cel·lulosa, així com per a agents plaguicides, colorants i medicaments. L'àcid cloroacètic es fa servir directament en el tractament de berrugues (amb el nom comercial d'Acetocaustin).
És il·lustratiu de la seva utilitat a química orgànica l'O-alquilació de salicilaldeids amb àcid cloroacètic, seguida per la decarboxilació de l'èter resultant, que produeix benzofurà.
Es fa servir en modificacions del sílece, per a aplicaciód a reaccions d'epoxidació d'olefines i alcohols insaturats.